# 大洋喉肛獅子魚
大洋喉肛獅子魚，為輻鰭魚綱鮋形目杜父魚亞目獅子魚科的其中一種，分布於北太平洋區，從鄂霍次克海至美國加州海域，棲息深度可達3383公尺，體長可達6.5公分，為深海底棲性魚類，屬肉食性，生活習性不明。